# Küllős Ede
Küllős Ede Lajos (eredeti neve: Klingsbögl Ede) (Budapest, 1882. szeptember 15. – Budapest, 1960. augusztus 8.) magyar plébános, hittanár.

## Életpályája
Szülei: Klingsbögl Lajos és Hangl Magdolna voltak. A nagyszombati érseki gimnáziumban tanult. Eután a Pázmány Péter Tudományegyetemen és a Szombathelyi Hittudományi Főiskolán tanult teológiát. 1905. június 27-én, Szombathelyen pappá szentelték. 1905–1906 között Királyfalván volt káplán. 1906–1908 között Pinkafőn káplán volt. 1908–1912 között Kőszegen volt káplán. 1913–1914 között Felsőkethelyen plébános volt. 1914–1916 között harctéri lelkész volt. 1916–1919 között Királyfalván plébános-helyettes volt. 1918-ban százados-lelkészként szerelt le. Az első világháború után ismét a Dunántúlon folytatta papi tevékenységét. 1919–1922 között Egyházasfüzes plébános-helyettese volt. 1921-ben Újpesten hitoktatóként dolgozott. 1922-ben a burgenlandi papság kötelékéből elbocsáttatott. 1926-ban Sashalomra került. 1931-től Újpesten esperes volt. 1945-től a PDP tagja volt. 1945-ben a Sashalmi Nemzeti Bizottság tagja volt.
25 évig különböző szerzetesiskolákban a fiatalok nevelésével és oktatásával foglalkozott.
Temetése a Farkasréti temetőben történt.

## Díjai
- katonai lelkészi érdemkereszt
- vöröskereszt II. o. hadiékítményes díszkeresztje

## Emlékezete
2011-ben emléktáblás gesztenyefát ültettek tiszteletére.

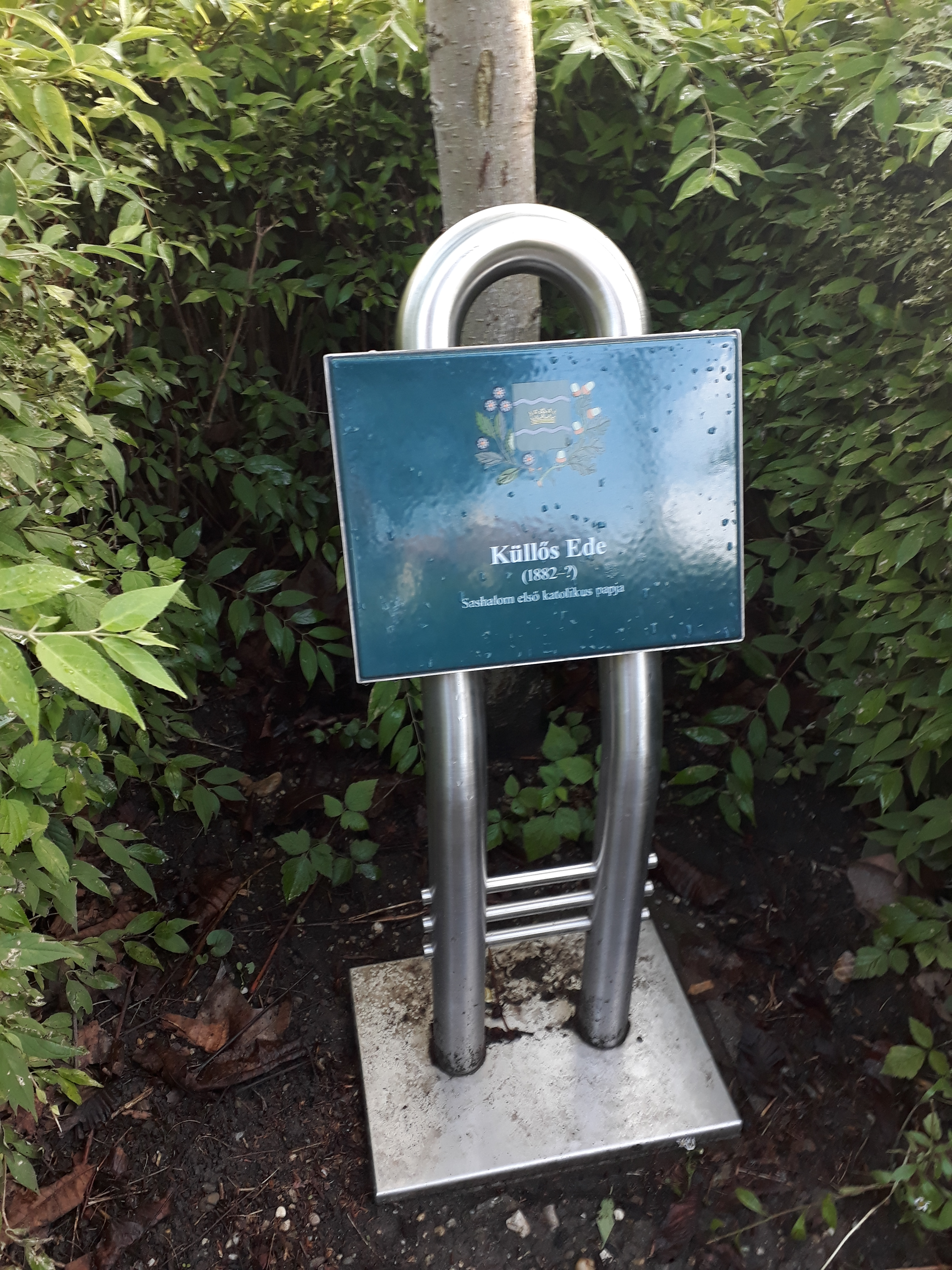
Egyike a Lantos Antal és Széman Richárd, kerületi helytörténészek által összeállított 56 XVI. kerületi nevezetes személynek, akiknek emléktáblás gesztenyefákat ültettek 2011-ben.